# Akko rossi
Akko rossi е вид лъчеперка от семейство Попчеви (Gobiidae).

## Разпространение и местообитание
Видът е разпространен в Никарагуа, Салвадор и Хондурас.
Среща се на дълбочина от 7 до 10 m.

## Описание
На дължина достигат до 9 cm.